# Claes Cronqvist
Claes Cronqvist (Landskrona, 1944. október 15. –)  svéd válogatott labdarúgó.

## Pályafutása

### A válogatottban
1970 és 1974 között 16 alkalommal szerepelt a svéd válogatottban. Részt vett az 1970-es és az 1974-es világbajnokságon.

## Sikerei, díjai

### Játékosként
Landskrona BoIS
- Svéd kupa (1): 1971–72
- Svéd kupadöntő (1): 1975–76

Djurgården
- Svéd bajnok (1): 1966

### Edzőként
Landskrona BoIS
- Svéd kupadöntő (1): 1983–84